# Balbalan
Balbalan ist eine philippinische Stadtgemeinde in der Provinz Kalinga. Sie hat 12.195 Einwohner (Zensus 1. August 2015). Der Balbalasang-Balbalan-Nationalpark liegt auf dem Gebiet der Gemeinde.

## Baranggays
Balbalan ist politisch in 14 Baranggays unterteilt.
- Ababa-an
- Balantoy
- Balbalan Proper
- Balbalasang
- Buaya
- Dao-angan
- Gawa-an
- Mabaca
- Maling (Kabugao)
- Pantikian
- Poswoy
- Poblacion (Salegseg)
- Talalang
- Tawang